# SaGa Frontier
SaGa Frontier (サガ フロンティア, SaGa Furontia) est un jeu vidéo de rôle sur PlayStation développé par Square sorti au Japon en juillet 1997 et aux États-Unis en mars 1998. Il est le septième épisode de la série de jeux SaGa, le premier sur Playstation, et remporte lui aussi un grand succès, se vendant à 1,08 million d'exemplaires au Japon.